# 8747 Asahi
8747 Asahi eller 1998 FS73 är en asteroid i huvudbältet som upptäcktes den 24 mars 1998 av den japanske amatörastronomen Tomimaru Okuni vid Nanyō-observatoriet. Den är uppkallad efter den japanska bergskedjan Asahi.
Asteroiden har en diameter på ungefär 12 kilometer.